# گل جالیزی (سرده)
گل جالیزی (نام علمی: Cistanche) نام یک سرده از تیره گل جالیزان است.